# Norden (kalender)

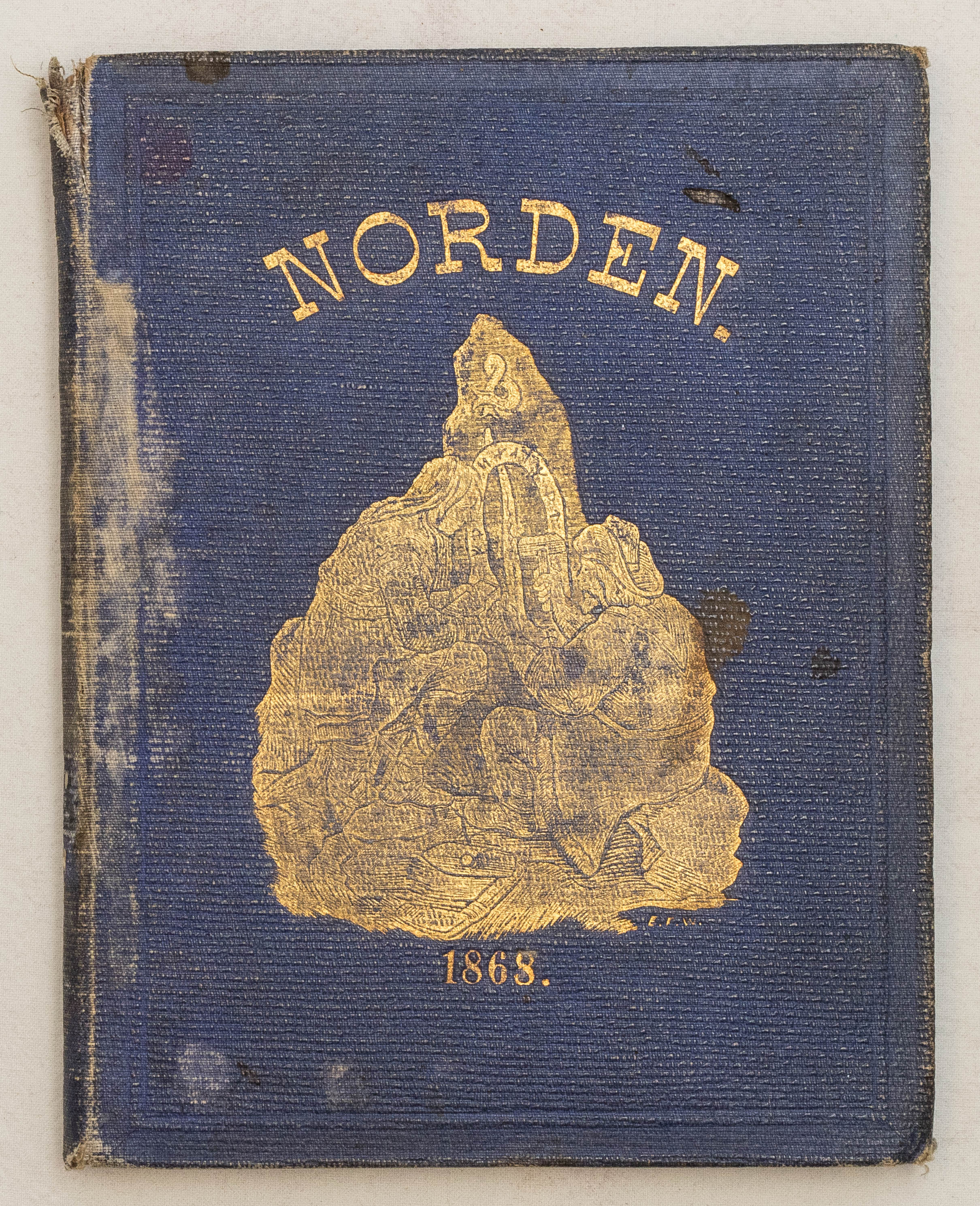
Omslagets framsida

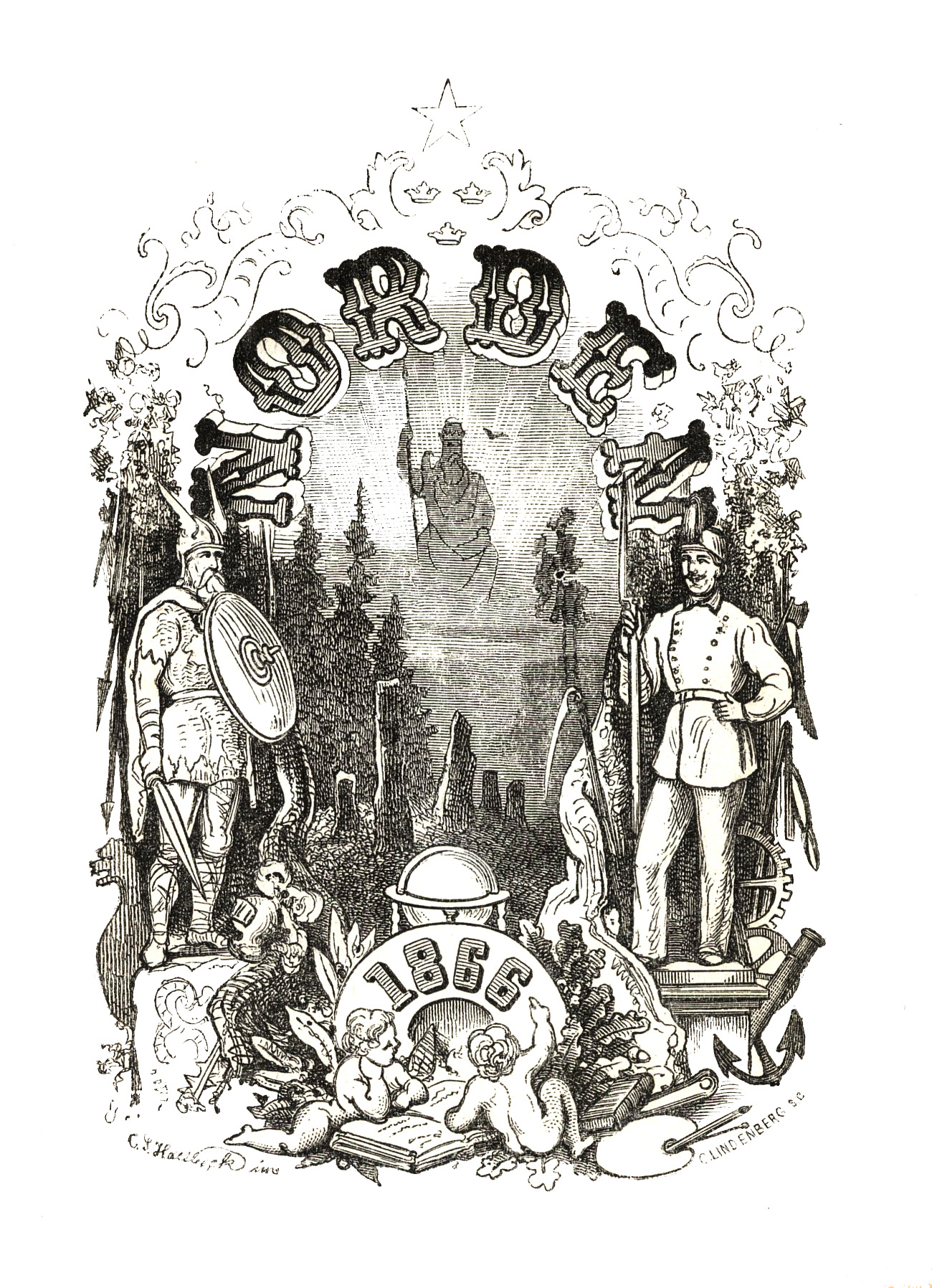
Planschtitelblad.

Norden var en svensk huvudsakligen litterär kalender som utgavs årligen 1850-1870 och var av samma typ som de mera kända Svea och Nornan.